# Nación constitutiva
Nación constitutiva, nación constituyente, país constitutivo o país constituyente son términos empleados, normalmente por instituciones oficiales, en contextos en los cuales un número de países compone una mayor entidad o agrupación; así la OCDE ha usado la frase en referencia a la antigua Yugoslavia y los organismos europeos como el Consejo de Europa frecuentemente la usan en referencia a los Estados que forman la Unión Europea. No es terminología técnica y no tiene un sentido legal definido; «constituyente» es simplemente un adjetivo, y la frase no tiene un sentido claro fuera del contexto de la entidad o agrupación de cuales países en cuestión son constituyentes o sus componentes pueden ser entendidos.

## Listado

### Reino de Dinamarca
Los países constituyentes (landerne) del Reino de Dinamarca son:
- Dinamarca.
- Groenlandia.
- Islas Feroe.

### Reino de los Países Bajos
Los países constituyentes (en neerlandés: landen) del Reino de los Países Bajos son:
- Aruba.
- Curazao.
- Países Bajos, incluyendo el Caribe Neerlandés (Islas BES)
- San Martín.

### Reino Unido de Gran Bretaña e Irlanda del Norte

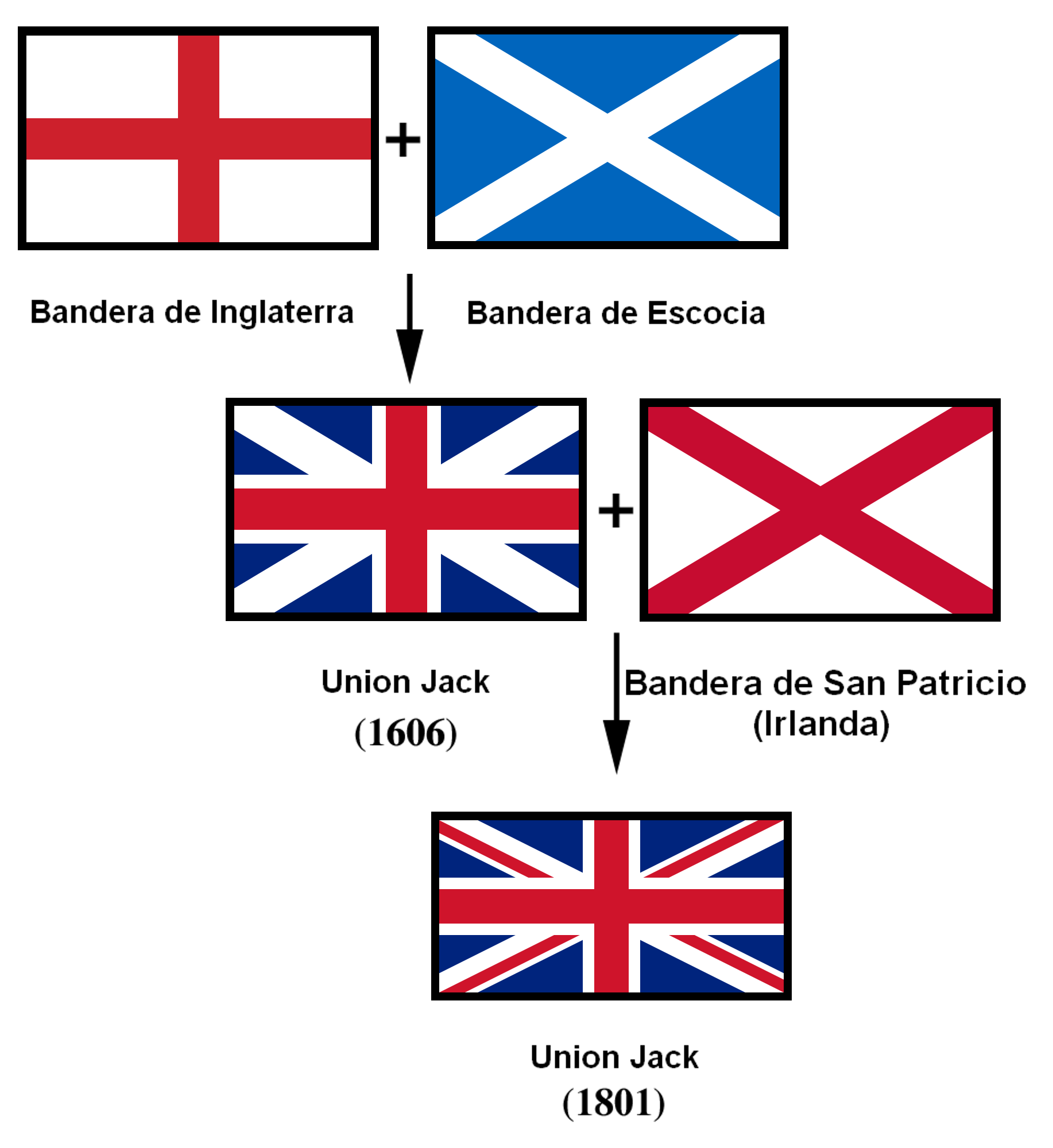
La Bandera del Reino Unido (Union Jack), es una muestra de como se forma la enseña nacional uniendo las enseñas de cada una de las Home Nations

El Reino Unido es un país unitario constituido por países históricos (countries). Hasta 1921 incluía Irlanda y desde 1999 se inició un proceso de descentralización y autogobierno en Gales, Escocia e Irlanda del Norte:
- Escocia.
- Gales.
- Inglaterra.
- Irlanda del Norte.

## Uso de la expresión por organismos internacionales
La Organización para la Cooperación y el Desarrollo Económicos es un ejemplo de organismo que ha empleado incorrectamente la expresión «naciones constituyentes», particularmente en referencia a:
- las repúblicas socialistas de la antigua Yugoslavia
- las repúblicas socialistas soviéticas de la antigua Unión Soviética

El Consejo de Europa y otros organismos europeos en ocasiones utilizan la expresión refiriéndose a los Estados miembros de la Unión Europea.